# Avola (stacja kolejowa)
Avola (wł. Stazione di Avola) – stacja kolejowa w Avola, w prowincji Syrakuzy, w regionie Sycylia, we Włoszech. Stacja znajduje się na linii Syrakuzy – Canicattì.
Według klasyfikacji RFI ma kategorię brązową.

## Historia
Stacja Avola została otwarta 5 kwietnia 1886, wraz z odcinkiem linii z Syrakuz do Noto.

## Linie kolejowe
- Linia Syrakuzy – Canicattì